# Hans Gratzer
Hans Gratzer (*  16. Oktober 1941 in Wiener Neustadt, Niederösterreich; † 19. Jänner 2005 in Rainfeld, Niederösterreich) war ein österreichischer Schauspieler, Hörspielsprecher, Regisseur und Theaterleiter.

## Leben
Hans Gratzer begann seine Ausbildung am Max-Reinhardt-Seminar in Wien, brach diese aber nach drei Semestern ab. Daraufhin arbeitete er als Schauspieler und Regisseur, unter anderem in München, Hamburg und Wien.
1963 gründete er in Wien sein erstes Theater, das Kammertheater in der Piaristengasse. 1973 folgte die Werkstatt im Neuen Theater am Kärntnertor; 1977 das Schauspielhaus Wien. Dieses leitete er von 1978 bis 1986 und von 1991 bis 2001. Hier wurde er vor allem durch Aufführungen zeitgenössischer Autoren bekannt – unter anderem gilt er als Entdecker von Werner Schwab. Aber auch Klassiker und Musicals (z. B. die Rocky Horror Show, The Sound of Music) standen auf dem Programm. In den Jahren 1999 bis 2001 brachte er das Musical Evita mit Helen Schneider auf die Bad Hersfelder Festspielbühne.
1989 ging er für kurze Zeit an die Staatlichen Schauspielbühnen Berlin, wo er La Guerra von Carlo Goldoni mit den Schauspielern Thomas Kretschmann und Christiane Leuchtmann inszenierte.
In der Saison 2003/04 leitete er das Wiener Theater in der Josefstadt. Dort war er von Beginn an umstritten. Schließlich wurde die geplante Übernahme der Intendanz der Bad Hersfelder Festspiele im Jahre 2006 durch Gratzer zum Anlass genommen, seinen Vertrag nach nur einjähriger Dauer zu kündigen. Wegen seiner Krebserkrankung trat Elke Hesse die Leitung der Festspiele an. Der Spielplan der Saison 2005/06 wurde noch in enger Abstimmung mit Gratzer entworfen.
Kurz vor seinem Tod am 19. Jänner 2005 erhielt Hans Gratzer im November 2004 den Wiener Theaterpreis Nestroy für sein Lebenswerk.
Hans Gratzer war von 1967 bis zu seinem Ausschluss 1969 Mitglied der Freimaurerloge Freundschaft.

## Filmografie (Auswahl)
- 1965: Die Gigerln von Wien (TV)
- 1967: Alle unsere Spiele (TV)
- 1970: Mit sich allein (TV)
- 1970: Jedermann (TV)
- 1976: Schatten der Engel
- 1979: Der Diener zweier Herren (TV, als Regisseur)

## Hörspiele (Auswahl)
- 1963: Laurie Lee: Magellans Fahrt (2. Stimme) – Regie: Herbert Brunar (Original-Hörspiel – ORF Wien)
- 1964: William Shakespeare: Julius Cäsar (Komparse) – Regie: Otto Ambros (Hörspielbearbeitung – ORF Wien)
- 1969: Werner Kofler: Stimmen. Kein Hörspiel mit Handlung (3. Stimme) – Regie: Ernst Wolfram Marboe (Originalhörspiel – ORF Niederösterreich)
- 1970: Oscar Wilde: Bunbury – Regie: Ferry Bauer (Hörspielbearbeitung – ORF Oberösterreich)
- 1970: Johannes Mario Simmel: Eine Begegnung im Nebel – Regie: Ferry Bauer (Hörspiel – ORF Oberösterreich)
- 1970: Wilhelm Lichtenberg: Wem Gott ein Amt gibt (Dr. Senn) – Regie: Ferry Bauer (Hörspiel – ORF Oberösterreich)
- 1970: Friedrich Dürrenmatt: Romulus der Große – Regie: Ferry Bauer (Hörspielbearbeitung – ORF Oberösterreich)
- 1972: Heinrich Böll: Konzert für vier Stimmen – Regie: Ferry Bauer (Originalhörspiel, Kurzhörspiel – ORF Oberösterreich)
- 1972: György Sebestyén: Gesang der Böcke – Regie: Hans Krendlesberger (Hörspiel – ORF Wien)
- 1973: Gerhard Wehner: Große Konjunktion im Zeichen der Fische (Ab Nabu, Jüngling der Wissenschaft) – Regie und Sprecher des dritten Königs: Gert Westphal (Originalhörspiel – ORF Salzburg)
- 1973: Reinhard Federmann: Generalbeichte (Erzähler) – Regie: Peter Leidenfrost (Hörspiel – ORF Wien)

Quelle: OE1-Hörspieldatenbank